# 33923 Juliewarren
33923 Juliewarren è un asteroide della fascia principale. Scoperto nel 2000, presenta un'orbita caratterizzata da un semiasse maggiore pari a 2,5710747 au e da un'eccentricità di 0,1888630, inclinata di 3,23331° rispetto all'eclittica.